# Kabinett Klimmt
Das Kabinett Klimmt war vom 9. November 1998 bis zum 29. September 1999 die saarländische Landesregierung; Reinhard Klimmt (SPD) war in dieser Zeit Ministerpräsident des Saarlandes. 
Klimmt wurde nach der Berufung von Oskar Lafontaine zum Bundesfinanzminister (Kabinett Schröder I) vom Landtag des Saarlandes in dessen elfter Legislaturperiode zum Ministerpräsidenten gewählt. 
Nach der Landtagswahl am 5. September 1999 wählte der neue Landtag Peter Müller (CDU) zum Ministerpräsident.
Seinem Kabinett gehörten an:
| Amt                                                    | Name                       | Partei | Partei |
| ------------------------------------------------------ | -------------------------- | ------ | ------ |
| Ministerpräsident                                      | Reinhard Klimmt            |        | SPD    |
| Minister des Inneren                                   | Friedel Läpple             |        | SPD    |
| Ministerin für Wirtschaft und Finanzen                 | Christiane Krajewski       |        | SPD    |
| Minister der Justiz                                    | Arno Walter                |        | SPD    |
| Minister für Bildung, Kultur und Wissenschaft          | Henner Wittling            |        | SPD    |
| Ministerin für Frauen, Arbeit, Gesundheit und Soziales | Barbara Wackernagel-Jacobs |        | SPD    |
| Minister für Umwelt, Energie und Verkehr               | Heiko Maas                 |        | SPD    |

Als Chef der Staatskanzlei und Europabeauftragter fungierte Staatssekretär Burghard Schneider (SPD).